# M20 (silnik)
M-20 – benzynowy silnik czterosuwowy konstrukcji radzieckiej, produkowany także w Polsce i montowany w wielu pojazdach w Polsce i ZSRR do lat 70. XX w.

## Historia silnika M-20
Silnik M-20 wywodził się ze skróconego o dwa cylindry amerykańskiego sześciocylindrowego silnika rzędowego Dodge o pojemności 3,6 l (217,8 cali sześciennych). Silnik Dodge D-5 z 1937 roku został uznany przez władze przemysłu ZSRR za najbardziej odpowiedni silnik dla samochodów osobowych i lekkich ciężarówek, lecz nie można było uzyskać licencji na jego produkcję. Wobec tego, silnik ten został skopiowany w 1938 roku w zakładach GAZ tuż przed II wojną światową przez zespół pod kierunkiem Je. Agitowa, przy wykorzystaniu niepełnej dokumentacji pozyskanej w drodze szpiegostwa przemysłowego, i w 1940 roku wdrożony do produkcji pod oznaczeniem GAZ-11. Radziecki silnik został przewymiarowany do systemu metrycznego, na skutek czego jego pojemność zmniejszyła się z 3568 cm³ do 3485 cm³; średnica cylindrów wynosiła 82 mm, a skok tłoka 110 mm. Moc wynosiła 76 KM, a w wersji GAZ-11A, z aluminiową głowicą i wyższym stopniem sprężania, 85 KM (oryginał miał moc 87 KM). Następnie został opracowany slnik czterocylindrowy dla nowego samochodu GAZ-M20 Pobieda, jako bardziej ekonomiczna alternatywa silnika sześciocylindrowego.
Silnik M-20 był bardzo popularny w Polsce i ZSRR. Montowano go w samochodach: GAZ-69, Pobieda, Warszawa, Nysa, Tarpan, Żuk. Był produkowany w FSO do lat 70. XX wieku. Był w międzyczasie modernizowany, zwiększono stopień sprężania z 6,2 do 6,8, co dało niewielki przyrost mocy i spadek zużycia paliwa. Silnik był bardzo elastyczny w pracy, nieskomplikowany, miał niskie wymagania odnośnie do jakości paliwa. Zalety te zostały okupione dużym zużyciem paliwa i sporą masą samego silnika.
Później zmieniono w nim nieco kadłub i głowicę (zmiana kształtu komory sprężania, podniesienie stopnia sprężania, wprowadzanie systemu górnozaworowego, tzn. zawory i prowadnice zaworów w głowicy, zawory napędzane od wałka rozrządu pozostawionego w kadłubie silnika poprzez układ popychacz-laska popychacza-dźwigienka - system znany jako OHV) i w ten sposób skonstruowano najpopularniejszy polski silnik: S-21 o mocy maksymalnej 51,5 kW (70 KM), instalowany dalej w samochodach: Warszawa, Nysa, Tarpan, Żuk. Silnik S-21 był produkowany do 1993 roku.

## Opis techniczny
Silnik M-20 był chłodzony cieczą, posiadał tradycyjny gaźnik, cztery cylindry w układzie rzędowym, po 2 zawory na cylinder. Był silnikiem dolnozaworowym.
- Chłodzony cieczą
- Smarowanie ciśnieniowo-rozbryzgowe, pompa oleju typu zębatego napędzana od wałka rozrządu
- Aparat zapłonowy napędzany od pompy oleju z regulatorem odśrodkowym i podciśnieniowym. Kolejność zapłonu 1-2-4-3
- Wałek rozrządu napędzany od wału korbowego za pośrednictwem przekładni zębatej
- Gaźnik 1-gardzielowy (typu G-35) wyposażony w układy: biegu jałowego, przejściowy, główny, wzbogacania (uruchamiany mechanicznie), pompkę przyspieszającą, układ rozruchowy

| Parametr                       | M-20                          | M-20U (prototyp) | S-21            |
| ------------------------------ | ----------------------------- | ---------------- | --------------- |
| Liczba cylindrów               | 4                             | 4                | 4               |
| Średnica cylindra x skok tłoka | 82,0 × 100,0 mm               | 82,0 × 100,0 mm  | 82,0 × 100,0 mm |
| Pojemność skokowa              | 2120 cm³                      | 2120 cm³         | 2120 cm³        |
| Stopień sprężania              | 6,2:1/6,8:1                   | 7,0:1            | 7,5:1           |
| Moc maksymalna                 | 50/52/57 KM (37/38,2/40,5 kW) | 60 KM (44,1 kW)  | 70 KM (51,5 kW) |
| Obroty mocy maks.              | 3600 obr./min.                | 3900 obr./min.   | 4000 obr./min.  |
| Maks. moment obrotowy          | 116/122 Nm                    | 127 Nm           | 150 Nm          |
| Obroty maks. momentu           | 2200 obr./min.                | 2300 obr./min.   | 2500 obr./min.  |
| Zasilanie                      | gaźnik                        | gaźnik           | gaźnik          |
| Rodzaj rozrządu                | SV                            | SV               | OHV             |
| Kolejność zapłonu/wtrysku      | 1-2-4-3                       | 1-2-4-3          | 1-2-4-3         |
| Masa suchego silnika           | 195 kg                        | bd.              | 188 kg          |